# Cole Younger
Pour les articles homonymes, voir Younger.
Cole Younger (15 janvier 1844 - 21 mars 1916) est, après les frères James, le plus connu du gang James-Younger qui, sous la direction de Jesse James, sévit pendant plus de quinze ans dans le Missouri et dans les États voisins, attaquant banques, trains, et diligences, et acquérant une renommée quasi mythique dans l'histoire de l'Ouest américain.

## Biographie
Cole Younger est né à Lee's Summit, Missouri. Il est le fils aîné de Henry Washington Younger, un fermier prospère dans cette partie de l'ouest de l'État, bordant le Kansas abolitionniste. Ses trois frères sont Jim (né le 15 janvier 1848), Bob (né le 29 octobre 1853) et John (né en 1858). Les frères Younger sont des cousins germains des Dalton, leur tante Adeline Lee Younger s'étant mariée avec Lewis Dalton,,.
Les Younger subissent les affres des conséquences de la loi Kansas-Nebraska de 1854, transformant le territoire du Kansas en État abolitionniste. Des francs tireurs abolitionnistes surnommés les Jayhawkers franchissent régulièrement la frontière pour y brûler les fermes et faire du pillage. Les Younger grandissent donc les armes à la main pour se défendre contre ces bandits,.
Lorsque la guerre de Sécession débute, en 1861, il y a donc plusieurs années qu'un état de guerre civile existe dans la région. Aussitôt la guerre déclarée, les troupes de l'Union investissent les comtés du Missouri bordant le Kansas, y dévastant la région. Le père de Cole, Henry Washington Younger, est tué par une patrouille de soldats nordistes. Voulant le venger, le fils Younger quitte la ferme et entre dans la troupe de William Quantrill, troupe de guerilleros connus sous le nom de Bushwackers,. Organisant régulièrement des coups de main au Kansas, ils sont considérés comme une bande de tueurs par les États du Nord. En 1863, Cole Younger participe au massacre de Lawrence, alors que les hommes de Quantrill tuent de sang froid près de 150 habitants de cette petite ville du Kansas. C'est probablement au cours de cette période qu'il fait la connaissance de Frank James.
En 1865, à la fin de la guerre, les soldats sudistes sont amnistiés mais pas les guerilleros, qui seront considérés comme des hors-la-loi à leur service. Plusieurs membres de la troupe, maintenant dirigée par Archie Clements, se cachent dans les bois avec la complicité des fermiers de la région. Jesse James en prend rapidement le contrôle, formant avec son frère Frank le projet d'attaquer des banques nordistes, à la fois pour se venger et pour se faire rapidement de l'argent. Cole et Jim Younger, Andy McGuire, George Sheperd et même, pendant un certain temps, Archie Clements, sont les principaux membres de ce nouveau gang. En février 1866, ils attaquent leur première banque à Liberty,. Les frères Younger n'ont cependant jamais avoué avoir participé à cette première attaque.
En 1868, certains croient avoir identifié Cole lors de l'attaque de la banque de Russellville, Kentucky. En décembre 1869, lors de celle de Gallatin dans le Missouri, le cheval de Jesse James est capturé, ce qui permet à coup sûr de l'identifier. Les James et les Younger doivent alors quitter leurs fermes et se réfugier dans les États voisins.
Cole Younger vit un moment dans la région de la Canadian River, en Oklahoma, où il est l'amant de Belle Starr, qui deviendra plus tard la plus célèbre femme hors-la-loi de l'Ouest américain. Puis, avec ses frères et les James, ils repartent vers le Missouri où ils s'en prennent à leur premier train, le 21 juillet 1873, à Adair. Ils se sauvent avec un maigre butin de 2 000$, ce qui ne les empêche pas de récidiver sur un autre train, le 31 juillet 1874, à Gad's Hill, attaque qui leur rapporte cette fois 22 000$.
Les autorités du Missouri engagent alors l'agence Pinkerton pour leur mettre la main dessus. Le 17 mars 1874, deux de leurs agents cernent Jim et John Younger, un adolescent de 16 ans qui n'est pas membre du gang. Jim parvient à abattre les deux détectives mais John est atteint mortellement d'une balle.
Le 7 septembre 1876, huit membres du gang James-Younger, dont les trois frères Younger, attaquent la banque de Northfield, Minnesota. Les James et Clel Miller entrent dans la banque pendant que les Younger, Bill Chaldwell et Charlie Pitts les couvrent dans la rue en tirant en l'air. Alertés, les citoyens vont chercher leurs fusils et attaquent le gang, tirant de leurs toits et de leurs fenêtres. Bill Chaldwell et Clel Miller sont tués. Dans la banque, les frères James ont abattu le caissier mais repartent sans butin. Les James-Younger parviennent à fuir mais plusieurs des membres du gang sont sérieusement blessés.

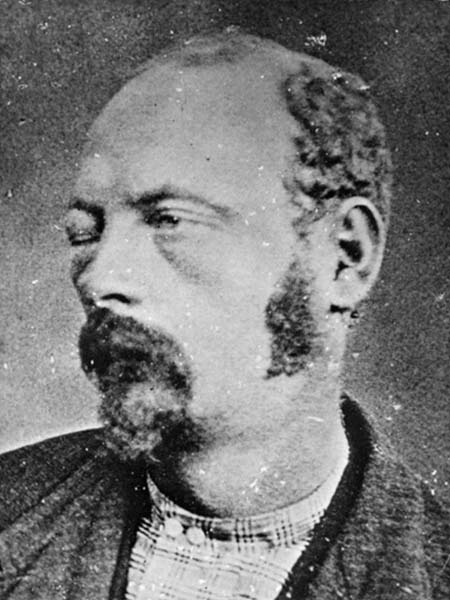
Cole Younger peu après sa capture en 1876.

Le groupe se scinde alors en deux. Les James laissent les Younger se débrouiller sans eux et continuent leurs routes. Cole et ses frères sont finalement cernés par une centaine de poursuivants dans un ravin boisé le long de la Watonwan River, à l'ouest de Madelia, Minnesota. Charlie Pitts est tué pendant le combat et les Younger sont capturés. Pendant cette attaque, Cole a été atteint de onze balles dont l'une près de l'œil. Plus tard, il déclarera: "Nous avons joué un jeu risqué et nous avons perdu. Mais nous sommes de rudes gaillards qui avons emprunté des routes difficiles et nous sommes capables d'en subir les conséquences".
Pour éviter d'être pendus, les Younger plaident coupables. Condamnés à 25 ans de prison, ils purgent leur peine au pénitencier de Stillwater, Minnesota. Bob Younger y meurt de la tuberculose le 16 septembre 1889. Cole et Jim sont libérés le 10 juillet 1901,. Jim, incapable de s'adapter à sa nouvelle vie, se suicide le 19 octobre 1902.
Cole écrit alors ses mémoires, se décrivant comme un justicier confédéré plutôt que comme un hors-la-loi. En 1903, il parcourt l'ouest avec Frank James dans une parade foraine, The Cole Younger and Frank James Wild West Company. En 1910, les deux hommes participent à une nouvelle parade intitulée Hell on the Border. 
En 1912, Cole Younger devient prédicateur. Décédé le 21 mars 1916, il est inhumé à Lee's Summit au Missouri.

## Au cinéma
Parmi les acteurs ayant joué le rôle de Cole Younger au cinéma, citons :
- Frank Lovejoy dans Le Desperado des plaines en 1958 de R. G. Springsteen.
- Cliff Robertson, dans La Légende de Jesse James (The Great Northfield Minnesota Raid) en 1972
- David Carradine, dans Le Gang des frères James (The Long Riders) en 1980.
- Geoffrey Lewis joue un Cole Younger parodique dans l'épisode 176 de la série TV La Petite Maison dans la prairie en 1982, intitulé Les grands frères.
- Randy Travis dans Frank and Jesse en 1995 de Robert Boris.
- Scott Caan dans American Outlaws en 2001 de Les Mayfield.
- Don Pirl dans True Grit en 2010 des frères Coen.